# Autoroute R-2 (Espagne)
L'autoroute R-2 est une autoroute urbaine payante appartenant à la Communauté de Madrid qui permet de décharger l'entrée ou la sortie de l'agglomération madrilène depuis l'A-2 au nord-est.
Elle offre une solution de remplacement payante aux automobilistes à destination ou en provenance d'Aragon et du nord-est.
Elle se détache du périphérique de l'agglomération à l'ouest de l'Aéroport international de Madrid-Barajas et se connecte à l'A-2 au nord de Guadalaraja.
D'une longueur de 61 km environ, elle relie le périphérique de l'agglomération et dessert le Terminal T4 de l'Aéroport international de Madrid-Barajas via la M-12 mais aussi toutes les communes de la banlieue nord-est de la capitale (Alovera, Marchamalo...).
La R-2 fait un court tronc commun avec la M-50 au nord de l'aéroport durant laquelle elle est gratuite. Elle est gérée par Henarsa.

## Tracé
Elle débute au nord de Madrid où elle se déconnecte de la M-40 à l'ouest de l'Aéroport international de Madrid-Barajas. Elle croise la M-12 au nord du Terminal T4 où elles ont été construites en parallèle jusqu'à ce la R-2.
Elle contourne Aéroport international de Madrid-Barajas par le nord en faisant un tronc commun avec la M-50 jusqu'à l'est de Paracuellos de Jamara. Elle dessert toutes les communes et les zones industrielles avant de contourner Guadalaraja par le nord pour se connecter à l'A-2 en direction de Saragosse.

## Sorties
| Sorties                 | Villes desservies                                                               | Correspondances |
| ----------------------- | ------------------------------------------------------------------------------- | --------------- |
|                         | Madrid                                                                          | M-40            |
| Péage de l'Aéroport 1   |                                                                                 |                 |
|                         | Aéroport international de Madrid-Barajas                                        | M-12            |
| Péage de l'Aéroport 2   |                                                                                 |                 |
|                         | San Sebastián de los Reyes - Burgos A-1                                         | M-50            |
| 03                      | Paracuellos de Jamara - Algete                                                  | M-111           |
| 04                      | Paracuellos de Jamara - Ajalvir                                                 | M-113           |
|                         | Torrejón de Ardoz - Alcala de Henares A-2 Madrid Est - Madrid-Avenida de Aragon | M-50            |
| Péage de l'Ajalvir      |                                                                                 |                 |
| 06                      | Alcala de Henares                                                               | M-100           |
| 07                      | Meco                                                                            | M-116           |
| Aire de service de Meco |                                                                                 |                 |
| 08                      | Cabanillas del Campo                                                            | N-320           |
| Péage de Marchamalo     |                                                                                 |                 |
| 09                      | Guadalaraja Nord Ronda Norte                                                    | CM-101          |
| 10                      | Guadalaraja Sud A-2 Taracena                                                    | CM-1003         |
|                         | Saragosse - Huesca - Barcelone                                                  | A-2             |